# جام خیریه انگلستان ۱۹۳۱
 جام خیریه انگلستان ۱۹۳۱ ، ۱۸امین رقابت سالانه مابین قهرمانان لیگ دسته اول فوتبال انگلستان و جام حذفی فوتبال انگلستان است. 
این مسابقه در تاریخ ۷ اکتبر ۱۹۳۱ مابین تیم‌های آرسنال و وست برومویچ در ورزشگاه ویلا پارک بیرمنگام برگزار شده‌است. 
تیم آرسنال در این مسابقه با نتیجه یک بر صفر به پیروزی رسید.

## جزئیات مسابقه
| آرسنال      | ۱ – ۰ | وست برومویچ |
| ----------- | ----- | ----------- |
| کلیف باستین |       |             |